# جراند حياة دبي

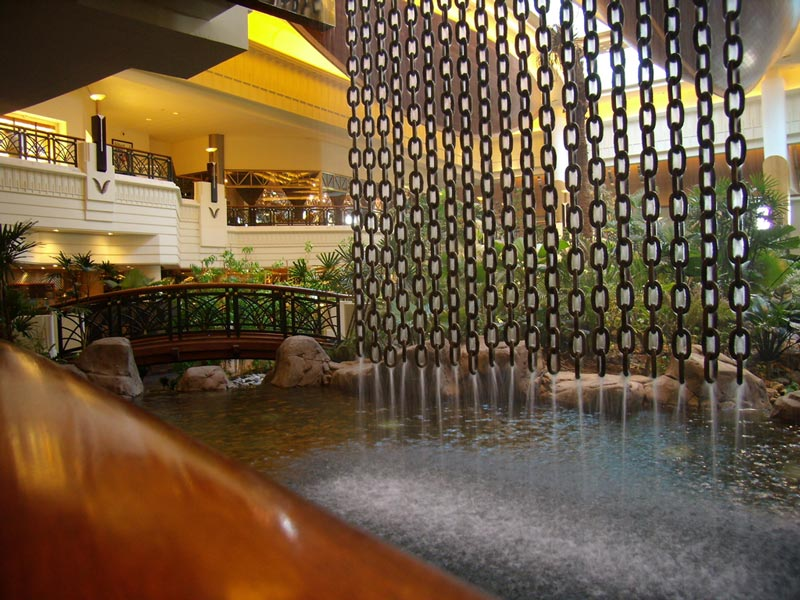
جراند حياة دبي

يقع فندق جراند حياة دبي في منطقة زعبيل في دبي، الإمارات العربية المتحدة، حيث شُيّد عام 2003 ويضم 674 غرفة مما جعله أكبر الفنادق في دبي. يقدّم مطعمه العديد من المأكولات العربية. ويعدّ فندق جراند حياة دبي واحداً من سلسلة فنادق حياة.
تقع زعبيل بين مطار دبي ومنطقة التوسع العمراني المتطورة في دبي والتي تسمّى «دبي الجديدة».
يتألف بهو الفندق من غابة استوائية داخلية والتي لها الأثر الكبير على تعديل المناخ ضمن الفندق، وذلك حسب مراسل مجلة الاقتصادي لشؤون السفر.

## المطاعم
- اوتار [3]
- مانهاتن جريل
- أنديامو المطبخ الإيطالي
- الماركت كافيه
- بيبركراب: المطبخ الآسيوي والسينغافوري
- إز: مأكولات التندور الهندية الأصيلة
- ووكس: مطعم آسيوي[4]
- سوشي: المطبخ الياباني
- فينوتيكا: بار النبيذ
- صالة النخيل
- كووز: بار موسيقى الجاز
- مطعم التراس
- بانيني: مقهى ووجبات إيطالية

## الموقع
يقع فندق جراند حياة دبي في حي بر دبي. كما يقع بالقرب من دبي فيستيفال سيتي، خليج دبي، ومدرّج دبي للتنس. بالإضافة لعدّة معالم أخرى مجاورة كمركز مدينة الديرة، ووافي سيتي مول.

## الميزات
يقدم الفندق لزواره ونزلائه مرافق حديثة مصممة على الطراز العالمي، تتضمن مقاهي ومطاعم. كما يقدّم لنزلائه خدمة غرف على مدار 24 ساعة. تشتمل مرافق الفندق أيضا على صالة، بار مجاور لحوض السباحة لتقديم المشروبات، ساونا، منتجع صحي، نادي صحي، حوض سباحة خارجي، حوض سباحة للأطفال، وحوض سباحة داخلي.

## الفعاليات الرائجة
يستضيف الفندق المهرجان الألماني «أكتوبر فيست» والذي يشبه أي مهرجان ربيعي. حيث ينظم جراند حياة دبي هذا المهرجان للمرة الثالثة على التوالي. تتضمن هذه الفعالية تقديم أشهى الوجبات كالحلويات الألمانية الشعبية،
ايردبياشنته (وهو نوع من أنواع غاتو الفريز)، كالسبسبراتفرست (النقانق)، وجبة موسمية ربيعية معدّة من الهليون (الهليون)، بالإضافة لعرض تؤديه فرقة دي كيرتشدورفير.إذ تتضمن هذه الفعاليات الكثير من نشاطات الرقص والغناء.
يعتبر فندق جراند حياة دبي الخيار الأول للكثير من المختصين والمؤسسات في مجال الأعمال. إذ يوفر هذا الفندق ذو 5 نجوم أحدث التقنيات اللازمة في مجال المؤتمرات، الندوات والفعاليات الاقتصادية.

## روابط خارجية
- Grand Hyatt Dubai web site نسخة محفوظة 9 يناير 2009 على موقع واي باك مشين.
- Awtar restaurant website